# Mysidia josianna
Mysidia josianna är en insektsart som beskrevs av Broomfield 1985. Mysidia josianna ingår i släktet Mysidia och familjen Derbidae. Inga underarter finns listade i Catalogue of Life.